# Nhánh ức của động mạch ngực trong
Nhánh ức của động mạch ngực trong là các động mạch cấp máu cho tuyến ức.